# Enicospilus punctipinnis
Enicospilus punctipinnis là một loài tò vò trong họ Ichneumonidae.